# Вязовно (Волынская область)
Вязовно (укр. В'язівне) — село в Любешовской поселковой общине Камень-Каширского района Волынской области Украины.
До 2020 года входило в Любешовский район.
Код КОАТУУ — 0723186303. Население по переписи 2001 года составляет 430 человек. Почтовый индекс — 44211. Телефонный код — 3362. Занимает площадь 1,44 км².